# Tradicijska kuća, Pavla Lončara 14 (Zaprešić)
Tradicijska kuća u Zaprešiću, na adresi Pavla Lončara 14, je prizemna drvena stambena kuća.

## Opis
Prizemna drvena stambena kuća sagrađena 1900. g. smještena je u središtu naselja. Zgrada je troprostorna prizemnica građena od planjki i s dvostrešnim krovištem pokrivenim biber crijepom. U unutrašnjosti su dvije sobe, hodnik i kuhinja u kojoj je očuvana stara zidana peć. Sa stražnje, dvorišne strane kasnijom je prigradnjom nadozidana "pelnica", skladišni prostor za čuvanje poljoprivrednih proizvoda. Na dovratniku glavnih ulaznih vratiju zapadnog pročelja urezana je godina izgradnje i ime vlasnika Stefana Vinceka. Osobito je dekorativan zidani dimnjak s dvostrešnim krovićem.

## Zaštita
Pod oznakom Z-2303 zavedena je kao nepokretno kulturno dobro - pojedinačno, pravna statusa zaštićena kulturnog dobra, klasificirano kao "sakralna graditeljska baština".